# Lijst van afleveringen van Law & Order: Special Victims Unit (seizoen 21)
Dit artikel vat het eenentwintigste seizoen van Law & Order: Special Victims Unit samen.

## Hoofdrollen
- Mariska Hargitay - inspecteur Olivia Benson
- Ice-T - brigadier Fin (Odafin) Tutuola
- Kelli Giddish - rechercheur Amanda Rollins
- Jamie Gray Hyder - rechercheur Katriona Tamin
- Peter Scanavino - assistent-officier van justitie Dominick 'Sonny' Carisi jr.

## Terugkerende rollen
- Jenna Stern - rechter Elana Barth
- Stephen C. Bradbury - rechter Colin McNamara
- Peter Gallagher - deputy chief William Dodds
- Demore Barnes - deputy chief Christian Garland
- Zuleikha Robinson - assistent-officier Vanessa Hadid
- Erin Anderson - assistent-officier April Andrews
- Jeremy Russial - assistent-officier Robert Kluger
- Amy Hargreaves - dr. Alexis Hanover
- Ryan Buggle - Noah Porter-Benson
- Stephen Wallem - verpleger Rudy Syndergaard
- Charlotte Cabell en Vivian Cabell - Jesse Rollins

## Afleveringen
| Aflevering | Titel                        | Schrijver                          | Regie               | Uitzenddatum VS   | Selectie gastrollen |
| --- | ---------------------------- | ---------------------------------- | ------------------- | ----------------- | --- |
| 1. | I'm Going to Make You a Star | Warren Leight Peter Blauner        | Norberto Barba      | 26 september 2019 | Ian McShane - sir Tobias Moore Zuleikha Robinson - Vanessa Hadid Carmen Berkeley - Pilar Reyes Dylan Walsh - John Conway John Rothman - rechter Edward Kofax                                   |
| Pilar Reyes, een opkomende veelbelovende actrice, doet aangifte van verkrachting door sir Tobias Moore, een machtige mediabaas, en het SVU-team gaat op onderzoek uit. Er zijn aanwijzingen maar geen keihard bewijs dat hij niet slechts Pilar maar ook andere actrices heeft verkracht, en sir Moore weet bovendien aan de juiste touwtjes te trekken. De vrouwen die Moore heeft verkracht hebben allemaal een geheimhoudingsovereenkomst moeten ondertekenen. Zelfs Carisi, die net tot OvJ is benoemd, staat met gebonden handen omdat zijn baas Vanessa Hadid Moore niet hard wil aanpakken. Ze dreigt Carisi zelfs met ontslag omdat zijn ex-collegea´s van SVU te eigenhandig optreden. Benson regelt hierop in samenwerking met Zedenzaken een undercoveractie en Moore wordt op heterdaad betrapt. Met tegenzin vervolgt het OM Moore, maar tot ieders verbazing wordt Moore bij zijn voorgeleiding opgewacht door al zijn slachtoffers met #MeToo borden. Benson is gepromoveerd tot inspecteur. Prominenten, waaronder Hadid, nemen haastig afstand van Moore, en Carisi zijn baan is gered. |                              |                                    |                     |                   | |
| 2. | The Darkest Journey Home     | Julie Martin Warren Leight         | Jean de Segonzac    | 3 oktober 2019    | Ariel Winter - Raegan James Michael Kostroff - Evan Braun Teo Rapp-Olsson - Julius Nick Cordero - Anthony Marino                                                                               |
| Een doodsbange en getraumatiseerde jonge vrouw verklaart tegenover het SVU-team dat zij verkracht is, en het team start een onderzoek. Benson probeert bij het slachtoffer haar herinneringen aan de verkrachting terug te krijgen, voor details over zowel de verkrachting als de dader. Ondertussen bezoekt een psychiater het SVU-team om het team nieuwe ondervragingstechnieken te leren voor toekomstige zaken. Dit zorgt ervoor dat bij het uitproberen van deze technieken bij het team traumatische ervaringen boven komen drijven. |                              |                                    |                     |                   | |
| 3. | Down Low in Hell's Kitchen   | Monet Hurst-Mendoza Brendan Feeney | Timothy Busfield    | 10 oktober 2019   | Timothy Busfield - Mickey D'Angelo L. Steven Taylor - Mathis Brooks William Popp - Jeffrey Moran Ernest Waddell - Ken Randall                                                                  |
| Wanneer een homoseksuele beroemdheid verklaart verkracht te zijn gaat het SVU-team op onderzoek uit. Het slachtoffer denkt dat de dader de serieverkrachter is waar hij al een lange tijd naar op zoek is. Tijdens het onderzoek groeit bij het team de twijfel over het verhaal van het slachtoffer, die volgens hen niet de volledige waarheid bevat. Ondertussen maakt het SVU-team kennis met hun nieuwe deputy chief, die meteen een indruk achter laat. Noah vertelt aan Benson dat hij liever op dansles gaat dan op honkbal. |                              |                                    |                     |                   | |
| 4. | The Burden of Our Choices    | Julie Martin Micharne Cloughley    | Martha Mitchell     | 17 oktober 2019   | Jamie Gray Hyder - Katriona Tamin Zach Gilford - James Miller Lucy Walters - Tammy Miller Kira McLean - Evangeline Miller Peter Hermann - Trevor Langan                                        |
| Een weggelopen tiener wordt veilig en wel teruggevonden, en het SVU-team wordt gevraagd te onderzoeken waarom zij weggelopen was. Ze blijkt zwanger en te zijn weggelopen om een abortus te laten plegen, omdat haar zwangerschap het resultaat is van misbruik door haar stiefvader en haar moeder niet wil luisteren. Haar strenggelovige moeder en stiefvader kunnen dit niet accepteren en als de staat New York hen uit de voogdij zet, zet de staat Ohio waar de familie vandaan komt en die sterk pro-life is, alle juridische middelen in om de abortus te voorkomen. Dit leidt tot een enorme politieke rel tussen de pro-life en de pro-choice beweging. Uiteindelijk probeert het meisje zelfmoord te plegen en vertelt Benson de moeder dat de abortus hoe dan ook zal plaatsvinden en het aan haar is om te kiezen voor haar man of haar dochter. Ze doet het laatste en de staat Ohio besluit hierop de stiefvader te vervolgen voor het misbruik. Ondertussen komt het team bij elkaar voor de doop van Billie Rollins. Het team maakt ook kennis met hun nieuwe collega, rechercheur Katriona Tamin, die zij nog kennen uit een zaak in het verleden. |                              |                                    |                     |                   | |
| 5. | At Midnight in Manhattan     | Kathy Dobie Micharne Cloughley     | Brianna Yellen      | 24 oktober 2019   | Bea Cordelia - Lakira Baca Afi Bijou - Simone Fuller James Udom - Leon Fuller Ja'Siah Young - Andre Fuller Ben Davis - Paul Davies                                                             |
| Het SVU-team krijgt een drukke vrijdagnacht wanneer zij drie verschillende zaken op hun bord krijgen. Zo hebben zij een vrouw die brutaal is verkracht door haar echtgenoot, een transgender die verkracht werd door een man waarmee zij op stap was en een welgestelde jonge vrouw die door haar chauffeur werd verkracht. Het team ondervindt al snel de gevolgen van de hoge werkdruk, vooral Rollins die uitvalt tegen Carisi omdat hij hen heeft verlaten om als assistent-officier te gaan werken waardoor hun relatie op een laag pitje is komen te staan. |                              |                                    |                     |                   | |
| 6. | Murdered at a Bad Address    | Denis Hamill                       | Michael Smith       | 31 oktober 2019   | Guillermo Díaz - Carlos Hernandez Larry Bryggman - D.A. Patrick Kean Michael Weston - Simon Marsden Happy Anderson - Tim Stanton Lenny Venito - rechercheur Monte                              |
| Wanneer een tienermeisje seksueel wordt mishandeld gaat het SVU-team op onderzoek uit. Het DNA spoor leidt het team naar een zestienjaar oude dubbele moordzaak, en de oude moordzaak wordt heropend omdat zij nu vermoeden dat de toen veroordeelde dader misschien toch onschuldig is. Ondertussen neemt de halfbroer van Benson, Simon Marsden, weer contact op omdat hij kennis wil maken met Noah. Net op het moment dat dit gaat gebeuren komt Simon te overlijden aan de gevolgen van een drugsoverdosis, Benson ontzet achterlatend. |                              |                                    |                     |                   | |
| 7. | Counselor, It's Chinatown    | Kathy Dobie Lisa Takeuchi Cullen   | Leslie Hope         | 7 november 2019   | Nelson Lee - brigadier Joe Chin Lawrence Kao - Charlie Lee Wilkof - Avi Olin Christine Chang - Lily Song Shuya Chang - Mei Mei Li                                                              |
| Een Chinese seks- en mensenhandelbende wordt door het SVU-team ontdekt, na een undercoveroperatie tegen een massagesalon annex bordeel. Eén van de meisjes doet aangifte van verkrachting maar wordt, nog voor de rechtszaak tegen de madam kan beginnen, tot zelfmoord geprest doordat de bende haar familie bedreigt. De mensensmokkelaars houden de meisjes op deze wijze in toom, en onder het mom van een schuld van de familie worden ze gedwongen zich te prostitueren en houdt hun madam het geld in. Benson krijgt een ander slachtoffer, Mei Mei, zo ver dat ze wil meewerken, en zet hiermee de madam en een bendelid onder druk. Het spoor leidt naar een vastgoedmagnaat en vandaar naar het echtpaar Chang dat voor de buitenwereld het voorbeeld van geslaagde immigranten zijn maar ondergronds een seks-, mensensmokkel- en witwasnetwerk runnen. Mevrouw Chang bekent maar zegt dat ze meisjes naar de VS smokkelde om hen een betere toekomst te bieden en vandaar op het slechte pad van mensensmokkel is beland. Ze zegt dat ze wil boeten voor haar fouten. Hun hele netwerk wordt opgerold maar dan bemoeit de federale overheid zich ermee en neemt de zaak uit handen van de staat. Ondertussen zijn de meisjes vrij en krijgen ze een verblijfsstatus, Mei Mei kan bij haar broer in San Francisco komen wonen zoals ze altijd wilde.       |                              |                                    |                     |                   | |
| 8. | We Dream of Machine Elves    | Brendan Feeney Monet Hurst-Mendoza | Jonathan Herron     | 14 november 2019  | Beth Malone - dokter Andy Mientus - Caleb Williams Stephen Wallem - Rudy Syndergaard Sarah Catherine Hook - Meghan Gale                                                                        |
| Wanneer een jonge vrouw verkracht, gedrogeerd en in een psychotische staat wordt gevonden wordt het SVU-team opgeroepen voor onderzoek. Het onderzoek leidt het team naar meerdere zaken met dezelfde werkwijze, en dit leidt hen weer naar een geheimzinnige therapeut met een geheim verleden. Om hem op te kunnen pakken gaat Rollins undercover als studente, en ontdekt dan diverse onthutsende dingen. De therapeut blijkt een gezaghebben hoogleraar psychiatrie die met onorthodoxe behandelmethoden met psychodelische drugs experimenteert. De hoogleraar is oprecht in zijn bedoelingen maar heeft onbedoeld onder studenten en zijn eigen dochter een cultus rondom hem geschapen waarin gebruik van psychodelische drugs schering en inslag is. Naast verschillende studenten is ook zijn vrouw slachtoffer en verkeert in permanente staat van psychose. Wanneer de hoogleraar gearresteerd wordt en de politie hem onder druk zet stort hij mentaal in. Hij wordt ter observatie in een inrichting opgenomen om zeker te zijn dat hij niet simuleert maar daar vertoont hij dezelfde symptomen als zijn slachtoffers; hij is zowel dader als slachtoffer van zijn eigen controversiële behandelingen. |                              |                                    |                     |                   | |
| 9. | Can't Be Held Accountable    | Brianna Yellen                     | Norberto Barba      | 21 november 2019  | Nicholas Turturro - rechercheur Frank Bucci Vincent Kartheiser - Steve Getz Bree Turner - Granya Marcil Rocco Sisto - rechter Ellery Aida Turturro - rechter Felicia Catano                    |
| Collega rechercheur Frank Bucci vraagt het SVU-team om hulp, hij is ervan overtuigd dat Steve Getz, een miljardair zijn tienerdochters seksueel lastigvalt. Hij organiseert verdachte feestjes met een paar oudere mannen en veel jonge meisjes en men vermoedt dat hij de oudste dochter, de 15jarige Ivy, heeft misbruikt en geprostitueerd. Om hem op heterdaad te betrappen gaat Tamin, tegen de orders van Benson in, undercover als tante van de dochters. Het team arresteert dan tegen de wens van de dochters Getz, maar de zaak komt bij rechter Ellery terecht die de zwaarste twee aanklachten verwerpt en slechts de lichtste accepteert, waardoor Getz een gevangenisstraf wordt opgelegd die er minus aftrek van voorarrest tot leidt dat hij als vrij man de rechtszaak mag verlaten. De arrogante Getz organiseert zelfs een feestje op zijn boot om zijn vrijlating te vieren, en nodigt beide zusjes en hun moeder (Bucci´s ex-vrouw) uit. Bucci is hier woedend over en neemt dan het recht in eigen hand, gijzelt en ontvoert Rollins, en eist dat SVU Getz voor zijn daden laat boeten. |                              |                                    |                     |                   | |
| 10. | Must Be Held Accountable     | Brianna Yellen Denis Hamill        | Laurie Collyer      | 9 januari 2020    | Nicholas Turturro - rechercheur Frank Bucci Vincent Kartheiser - Steve Getz Bree Turner - Granya Marcil Rocco Sisto - rechter Ellery Grace Narducci - Ivy Bucci Fina Strazza - Milly Bucci     |
| Wanneer Rollins in een motel is gegijzeld door de woedende rechercheur Bucci, omdat Getz niet wordt vervolgd voor verkrachting van zijn dochters, vervolgt het SVU-team het onderzoek naar Getz en waar Rollins gegijzeld wordt gehouden. Het team ontdekt dan dat de betreffende rechter en zijn advocaat duistere geheimen met zich meedragen, en dit ervoor gezorgd heeft dat Getz in de eerste rechtszaak niet veroordeeld werd. Beiden blijken lid van Getz zijn old boys- en pedofielennetwerk, en via de rechter weten ze bij de advocaat te komen, welke Getz verraadt. Bucci laat, zodra hij dit via de TV verneemt, Rollins vrij, die hem direct inrekent. Getz probeert immuniteit of strafvermindering te bedingen in ruil voor explosief kinderpornoateriaal waarop o.a. 3 staatsgouverneurs en een Arabische prins staan. Bucci krijgt een zo licht mogelijke gevangenisstraf voor de gijzeling opgelegd. Getz realiseert zich in zijn cel dat zijn leven voorbij is: ook als hij door met Justitie samen te werken niet zijn hele leven in de gevangenis slijt, zullen zijn machtige ex-vrienden waarschijnlijk wraak willen nemen. Hij kiest de enige uitweg die nog over is en verhangt zichzelf met een beddenlaken. |                              |                                    |                     |                   | |
| 11. | She Paints for Vengeance     | Kathy Dobie                        | Mariska Hargitay    | 16 januari 2020   | Tonya Glanz - Monica Russo Wolé Parks - Markeevious Ryan Mouzam Makkar - Dara Miglani James Andrew O'Connor - Jared Desanto                                                                    |
| Wanneer stripster Monica Russo seksueel wordt mishandeld gaat het SVU-team op onderzoek uit. Russo is boos omdat zij eerst niet werd geloofd omdat zij een stripper is, en dit zorgt voor een onwerkbare spanning tussen haar en het team. Tijdens de rechtszaak tegen de verkrachter moet Carisi werken met de harde advocate van de verkrachter. Ondertussen heeft Rollins moeite met haar emotie na haar laatste gijzeling. |                              |                                    |                     |                   | |
| 12. | The Longest Night of Rain    | Peter Blauner                      | Michael Smith       | 30 januari 2020   | Robert John Burke - Ed Tucker Michael Gaston - Gary Wald Holly Robinson-Peete - Rachel Joe Grifasi - Hashi Horowitz                                                                            |
| Tijdens het afscheidsfeestje voor Ed Tucker komt een politieagente onuitgenodigd het feestje ruw verstoren en maakt daar een scene. Het blijkt al snel dat zij in het verleden slachtoffer was van verkrachting door een voormalige agente van interen zaken, en dat hij door Tucker onschuldig werd verklaard. Het SVU-team wil deze zaak dan heropenen, maar dat wordt lastig wanneer de politieagente zelfmoord pleegt. Ondertussen bekent Tucker aan Benson schokkende dingen over zichzelf, en dit eindigt in een tragedie. |                              |                                    |                     |                   | |
| 13. | Redemption in Her Corner     | Monet Hurst-Mendoza Brianna Yellen | Batán Silva         | 6 februari 2020   | Manni L. Perez - Esperanza Morales Daniel Zacapa - Santos Morales Emma Caymares - Graciela Morales Clayton Cardenas - Romeo Solís Raúl Esparza - Rafael Barba Roger Clark - verslaggever       |
| Een bokstrainer wordt verdacht van verkrachting wanneer Tamin vermoedt dat hij een seksuele relatie heeft met een zestienjarige leerlinge. Door Tamins onderzoek komt een andere leerlinge hierachter, confronteert de trainer, slaat volledig door en slaat hem tegen het hoofd. De man loopt hierdoor een hersenbloeding op en overlijdt kort erna, hierdoor is de ontuchtzaak een moordzaak geworden. Het team onderzoekt dan het verleden van de leerling. Dit openbaart jarenlange problemen. De vader had haar en haar zus jarenlang misbruikt en de trainer wist dit. Toen de leerlinge de trainer confronteerde met zijn gerommel met het jonge meisje noemde deze haar ´damaged goods´, hierdoor knapte er iets in haar. Door vervolgens de vader te onderzoeken kan de politie niet alleen zorgen dat de leerlinge een lagere straf krijgt door verzachtende omstandigheden, maar ook dat de vader als hoofdschuldige kan worden aangehouden en veroordeeld. |                              |                                    |                     |                   | |
| 14. | I Deserve Some Loving Too    | Denis Hamill                       | Jean de Segonzac    | 13 februari 2020  | Jeremy Bobb - ICE agent Rory O'Toole Delaney Williams - John Buchanan Ari'el Stachel - Hasim Khaldun Aida Turturro - rechter Felicia Catano                                                    |
| Het SVU-team arresteert een ICE agent op verdenking van een verkrachting tijdens een undercover operatie. Het onderzoek brengt hen echter bij zijn directeur, die green cards verruilde tegen seks met vrouwen tegen hun zin. Ondertussen is Rollins samen met een brigadier bezig met de zaak, en hun relatie wordt intenser wanneer zij een romantisch etentje hebben. |                              |                                    |                     |                   | |
| 15. | Swimming with the Sharks     | Lisa Takeuchi Cullen               | Martha Mitchell     | 20 februari 2020  | Radha Mitchell - Luna Prasada Mouzam Makkar - Dara Miglani Eshan Bay - Vinay Gupta Ayumi Patterson - Sequoia Rees Stark Sands - Bobby Frost                                                    |
| Wanneer Bobby Frost, een CFO van een bedrijf, door zijn vrouwelijke bestuursvoorzitter Luna Prasada wordt aangeklaagd voor verkrachting gaat het SVU-team op onderzoek uit. De CFO wordt gearresteerd, en dan neemt de zaak ineens een onverwachte wending als Frost beweert dat ze hem trachtte te verleiden en vervolgens van verkrachting beschuldigde omdat hij kon aantonen dat ze geld verduisterde en witwaste. Dit wordt door COO Gupta bevestigd, en een ex-werkneemster beschuldigd Prasada van seksuele intimidatie. Prasada belandt in de gevangenis waar ze instort, terwijl Frost en twee andere hoge werknemers het bestuur van het bedrijf overnemen. Uiteindelijk blijkt een en ander opgezet om Prasada buitenspel te zetten en Frost en zijn medesamenzweerders zijn uiteindelijk degenen die in de gevangenis belanden. |                              |                                    |                     |                   | |
| 16. | Eternal Relief from Pain     | Peter Blauner                      | Jean de Segonzac    | 27 februari 2020  | Zuleikha Robinson - Vanessa Hadid Josh Hamilton - Trey Harrington Lindsay Pulsipher - Kim Rollins Kecia Lewis - rechter Constance Copeland Stephanie Flanagan - Tiffany Reynolds               |
| Amanda Rollins krijgt onverwachts bezoek van haar zus Kim. Het blijkt dat Kim misschien naar de gevangenis moet en zij vraagt dan ook haar zus om hulp. Amanda ontdekt dat Kim werd afgeperst door haar dokter en dat zij ook een zoon heeft. Uit onderzoek naar de dokter door het SVU-team blijkt dat Kim niet het enige slachtoffer is. De dokter blijkt het verslavende Oxycodon voor te schrijven in ruil voor seks. Dan blijkt dat dit veel verder gaat, en dat farmaceutische bedrijven snoepreisjes aan artsen aanbieden en zelfs hun vrouwelijke vertegenwoordigsters prostitueren om de dokters zover te krijgen dat ze hun middelen voorschrijven. De CEO kent Vanessa Hadid persoonlijk en tracht haar om te kopen met de goedbetalende positie van Chief Counsel in zijn bedrijf, maar ze draagt afluisterapparatuur en laat een strafvervolging tegen haar oude studievriend en diens bedrijf instellen. Kim gaat vrijwillig terug naar de gevangenis en laat haar kind bij familie onderbrengen, omdat ze niet zeker is dat ze van de drugs kan afblijven. |                              |                                    |                     |                   | |
| 17. | Dance Lies and Video Tape    | Micharne Cloughley Brendan Feeney  | Leslie Hope         | 26 maart 2020     | Leslie Hope - Alistair Woodford John Hans Tester - Sascha Thomas Caroline Pluta - Ashley Fallon Annabel O'Hagan - Dehlia Ari'el Stachel - brigadier Hasim Khaldun                              |
| Wanneer videobeelden van een mannelijke en een vrouwelijke balletdanser in een intiem moment wordt geüpload naar een pornowebsite, gaat het SVU-team op onderzoek uit. Dehlia, de danseres, smeekt het team deze beelden van het internet af te halen, omdat dit haar carrière ruïneert. Het blijkt dat mannelijke balletdansers de beelden opzettelijk delen en doorspelen naar hun choreograaf, die een seriemisbruiker is en de meisjes ermee chanteert en tot seks dwingt onder bedreiging van openbaarmaking. De meisjes die goed genoeg zijn worden door Alistair Woodford, de directeur van het balletgezelschap, geprostitueerd aan rijke sponsors. Omdat de man-vrouwverhouding in ballet zo scheef is zijn mannen gewild in ballet en kunnen ze overal mee wegkomen terwijl de meisjes te horen krijgen dat er voor hen 10 anderen klaarstaan. Uiteindelijk wordt de hele groep vervolgd: de dansers, de choreograaf en de directeur, en maakt het balletgezelschap schoon schip. Dehlia heeft inmiddels het ballet vaarwel gezegd, omdat ze de gedachte dat haar publiek zich aan haar seksfilmpje op internet kan verlustigen, niet kan verdragen. De directeur en choreograaf zien zware straffen tegemoet en de jongens doen enkele maanden en zullen daarna wel snel elders aan de bak komen. Want er is nou eenmaal een gebrek aan mannen bij ballet. |                              |                                    |                     |                   | |
| 18. | Garland's Baptism by Fire    | Cheryl L. Davis Micharne Cloughley | Norberto Barba      | 2 april 2020      | Roger Cross - dominee Delman Chase Aunjanue Ellis - Laura Chase Rick Fox - Edgar Goodwin Laila Drew - Renée Lee Joell Weil - Michelle                                                          |
| Wanneer een lid van de kerk van Garland wordt gearresteerd voor verduistering, wijst deze erop dat een deel van de verdachte betalingen door dominee zelf zijn geregeld, als zwijggeld voor misbruikte tienermeisjes in zijn gemeente. Garland krijgt het zwaar wanneer de domineesvrouw haar man steunt, die hem vervolgens uit de kerk stoot. Het meisje dat het misbruik heeft toegegeven aan de politie wordt weggepest door leeftijdsgenoten. De vrouw van de dominee komt echter tot inkeer en stapt naar de politie, daarbij ook andere misbruikte meisjes aanmoedigend hetzelfde te doen. Hierdoor heeft de Justitie een ijzersterke zaak met niet één maar drie verklaringen van slachtoffers, de dominee krijgt gevangenisstraf opgelegd, zijn vrouw verlaat hem, en zelfs zijn advocaat wil geen werk meer voor hem of zijn kerk doen. De dominee geeft de meisjes ´die hem verleidden´ de schuld, en als Garland hem in de gevangenis opzoekt blijkt hij alle contact met de realiteit kwijt en meent dat dit een beproeving van God is. Met tranen in de ogen zegt Garland dat hij voor zijn voormalig dominee zal bidden. |                              |                                    |                     |                   | |
| 19. | Solving For The Unknowns     | Brianna Yellen Kathy Dobie         | Christopher Misiano | 16 april 2020     | Eddie Kaye Thomas - Daniel London - Ash Gordon Susannah Flood - Rebecca Michele Pawk - Michael Mastro - rechter Serani                                                                         |
| Het SVU-team bijt zijn tanden stuk op een moeilijke zaak als een aantal vrouwen waarschijnlijk gedrogeerd en verkracht zijn. Waarschijnlijk, want het middel duikt niet op in de drugstest. Uiteindelijk blijkt de dader en barkeeper en gesjeesje scheikundestudent die mannen een ´dienst´ bewijst zodat ze makkelijk vrouwen het bed in kunnen krijgen, door hun drankjes te drogeren met zelfgemaakte ´designer drugs´. Een van de vrouwen krijgt door het middel een auto-ongeluk, een andere een beroerte. Met de weinige bewijzen die zij hebben lukt het hun toch om een verdachte te arresteren. De daders krijgen waarschijnlijk ieder 10 jaar gevangenisstraf maar de barkeeper slechts 2 omdat er geen direct betwijs tegen hem is. Hierop besluit de vrouw die de beroerte had en hierdoor voor de rest van haar leven is verlamd, tegen de mannen te getuigen zodat ook de barkeeper een hoge straf opgelegd kan krijgen. Ondertussen maakt Rollins promotie naar tweede graad rechercheur. |                              |                                    |                     |                   | |
| 20. | The Things We Have To Lose   | Warren Leight Julie Martin         | Juan Campanella     | 23 april 2020     | Vincent Curatola - rechter Al Bertuccio Kecia Lewis - rechter Constance Copeland Al Bertuccio - Paul Davis Grace Narducci - Ivy Bucci Carmen Berkeley - Pilar Reyes Bea Cordelia - Lakira Baca |
| Wanneer sir Toby Moore eindelijk voor het gerecht wordt gebracht, moet het SVU team het gevecht aangaan met zaken uit het verleden. Tamin heeft een ontmoeting met Lakira Beca die haar waarschuwt dat Paul Davies weer een transgender heeft verkracht. Rollins wordt herenigd met Ivy Bucci nadat zij op een feestje werd gearresteerd voor drugsbezit. Tutuola moet voor zijn carrière vrezen, na een verkeerd afgelopen schietpartij bij een gezin waar een vader zijn vrouw en zoon wilde vermoorden. |                              |                                    |                     |                   | |